# Michail Michailowitsch Beresowski

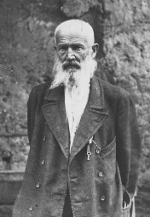
Michail Michailowitsch Beresowski

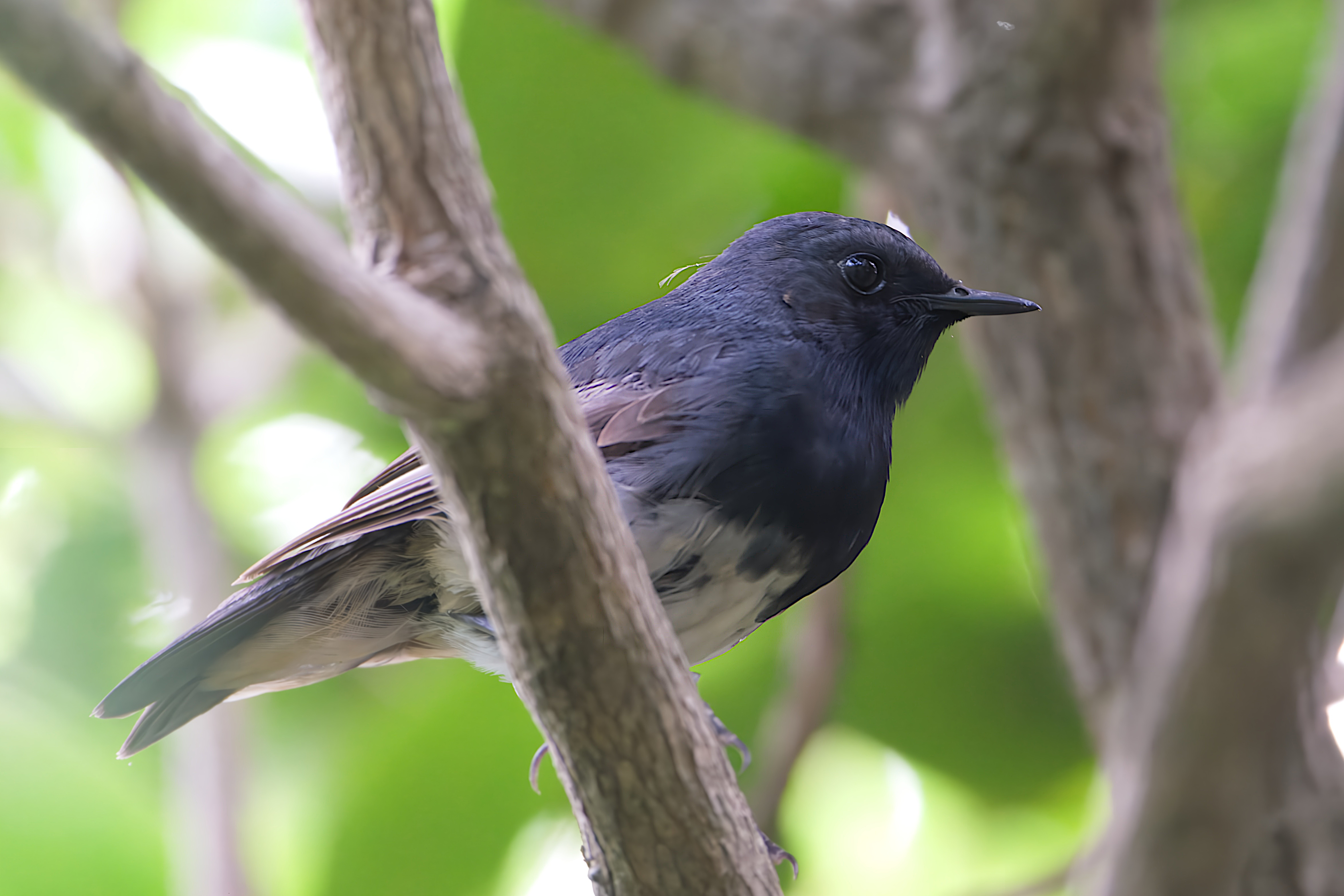
Gemeinsam mit Valentin Lwowitsch Bianchi beschrieb Beresowski 1891 die Schwarzkehlnachtigall

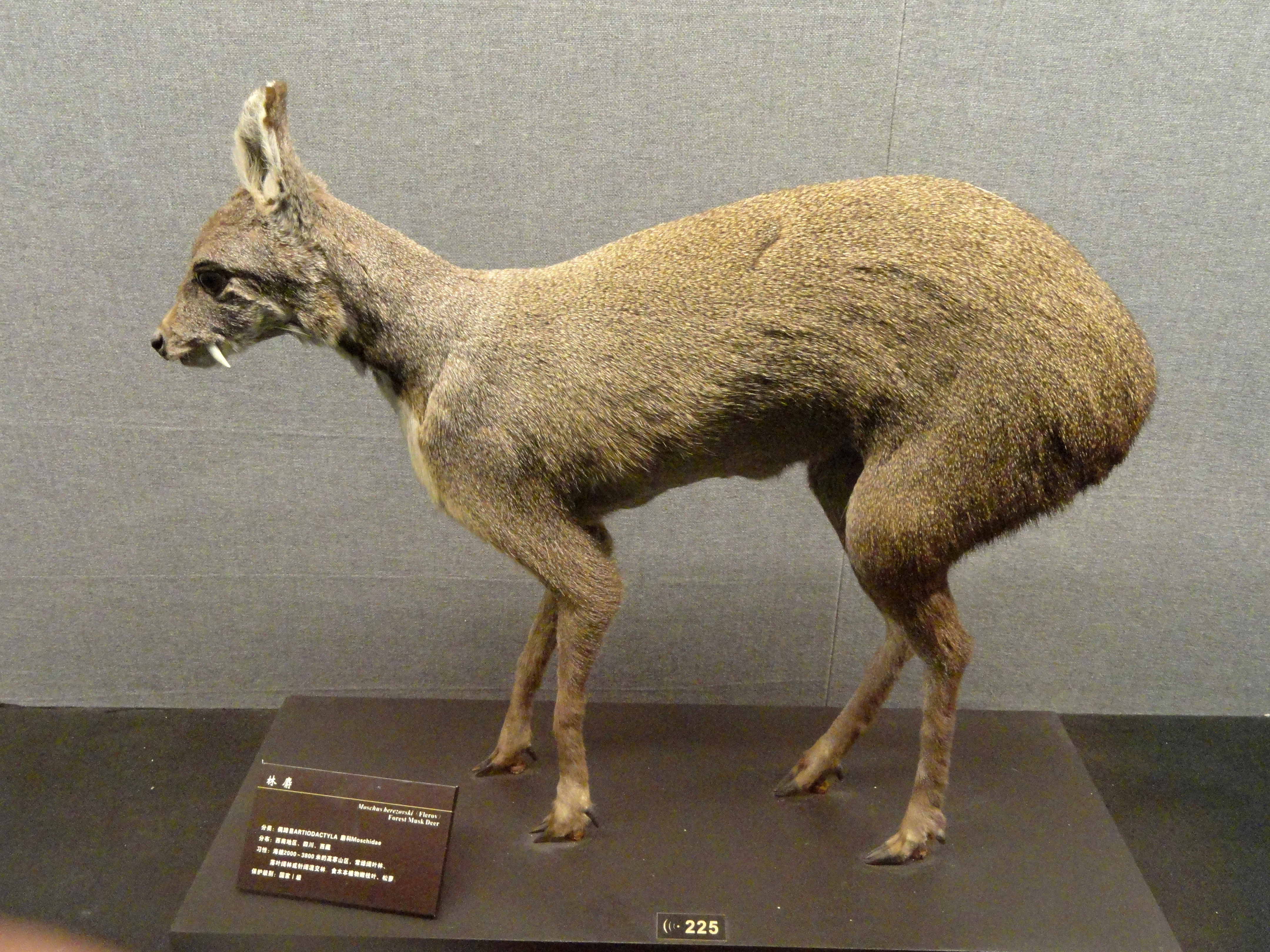
1929 wurde das Chinesische Moschustier nach Beresowski benannt.

Michail Michailowitsch Beresowski (russisch Михаи́л Миха́йлович Березо́вский, wiss. Transliteration Michail Michajlovič Berezovskij, eng. Mikhail Mikhailovich Berezovsky; * 1848; † 23. Märzjul. / 5. April 1912greg. in Sankt Petersburg) war ein russischer Ornithologe, Archäologe und Ethnograph. Er war Teilnehmer bei 14 Expeditionen in unerforschte Gebiete Asiens.

## Leben
Beresowski stammte aus einer Adelsfamilie. Er absolvierte das 2. Sankt Petersburger Gymnasium und trat dann in das Institut für Technologie (Императорский Петербургский Технологический Институт) Sankt Petersburg ein. Seine Verbindung zum Kreis des Revolutionärs Sergei Gennadijewitsch Netschajew führte im Dezember 1871 zu seiner Verhaftung, doch wurde die Strafverfolgung aus Mangel an Beweisen durch die Entscheidung der zivilen Kassationsabteilung des Regierenden Senats eingestellt.
Beresowski schrieb sich an der Staatlichen Universität Sankt Petersburg ein und schloss sein Studium als Biologe und Mathematiker ab. Er war Student und Teilnehmer an einer Reihe von Expeditionen von Grigori Nikolajewitsch Potanin in den Fernen Osten. Die Exkursionen führten in die Nordwestmongolei (1876–1877), nach Tibet und Westchina (1884 bis 1886 und 1892 bis 1893). Zusammen mit Valentin Lwowitsch Bianchi bearbeitete er eine Sammlung von Vögeln, die er von der ersten chinesischen Expedition mitgebracht hatte, und schrieb das Buch Птицы гансуйского путешествия Г. Н. Потанина… (Vögel von G. N. Potanins Gansu-Reise, St. Petersburg, 1891). In diesem Werk veröffentlichte er zusammen mit Bianchi die Erstbeschreibung der Schwarzkehlnachtigall (Calliope obscura (Beresowski & Bianchi, 1891)).
Insgesamt nahm er zwischen 1876 und 1895 als Zoologe und Botaniker an 14 Expeditionen nach Zentralasien teil, die von der Russischen Geographischen Gesellschaft organisiert wurden. Er sammelte Vögel und Säugetiere und beschäftigte sich mit barometrischen und astronomischen Beobachtungen. Im Jahr 1891 verfasste er eine Beschreibung des Botanischen Gartens St. Petersburg.
1895 wurde er mit dem Prschewalski-Preis für naturkundliche Forschungen in China ausgezeichnet.
In den Jahren 1902 bis 1908 leitete er als Geograph und Völkerkundler Expeditionen nach China und Zentralasien.
Beresowski erstellte eine genaue Karte der alten Städte und buddhistischen Denkmäler in Kutscha. In den Tausend-Buddha-Höhlen von Kumtura studierte er alte Höhlentempel und machte viele Fotos von ihnen. Bei dieser Expedition wurde er von seinem Cousin Nikolai Matwejewitsch Beresowski begleitet, einem Künstler, der Kopien von Fresken anfertigte.
Dank der Bemühungen von M. M. Beresowski wurde eine Sammlung tocharischer Manuskripte für das Asiatische Museum Sankt Petersburg (Институт восточных рукописей РАН) angelegt.
Er starb am 5. April 1912.

## Dedikationsnamen
- Konstantin Konstantinowitsch Fljorow beschrieb eine neue Hirschart, das Chinesische Moschustier (Moschus berezovskii Flerov, 1929), basierend auf Beresowskis Sammlungen.
- Bianchi beschrieb Beresowski zu Ehren eine Unterart des Blutfasans Ithaginis cruentus berezowskii (Bianchi, 1908).
- Cyanistes flavipectus berezowskii (Pleske, 1893), Unterart der Gelbbrustmeise, die gegenwärtig aus Unterart der Lasurmeise Cyanistes cyanus berezowskii angesehen wird.
- Unterart des Waldpiepers Anthus hodgsoni berezowskii Sarudny, 1909.
- Phasianus berezowskyi Rothschild, 1901, heute ungültiges Taxon, das jetzt als Junior-Synonym des Fasans Phasianus colchicus strauchi (Prschewalski, 1876) angesehen wird.
- Calamaria berezowskii Günther, 1896, heute ungültiges Taxon, das jetzt als Synonym der Braunen Riednatter (Calamaria pavimentata) angesehen wird.
- Der Fisch Nemachilus berezowskii Günther, 1896 gilt heute als Synonym von Paracobitis variegatus.
- Aricia berezowskii Grum-Grshimailo, 1902, eine Schmetterlingsart aus der Familie der Bläulinge.
- Cnizocoris berezowskii Bianchi 1899, eine Wanzenart.
- Pterostichus berezowskii (Tschitscherin, 1898), eine Grabkäferart.
- Paeonia berezowskii Kom., eine Pfingstrosenart.
- Anabaena berezowskii Usačev, 1928 (heute Dolichospermum berezowskii), eine Blaualgenart.
- Cissatsuma berezowskii Krupitsky, 2018, eine Schmetterlingsart aus der Familie der Bläulinge.

## Weblink
- Biografie (russisch)